# Бонд, Майкл
Томас Майкл Бонд (англ. Thomas Michael Bond; 13 января 1926 — 27 июня 2017) — английский писатель и сценарист, автор широко известной серии книг о медвежонке Паддингтоне, командор ордена Британской империи (2015).

## Биография
Родился в Ньюбери, Беркшир, небольшом городке Юго-Восточной Англии, 13 января 1926 года (в этом же городе в 1920 году родился другой английский писатель, Ричард Адамс). Учился в Рединге, в католической школе Presentation College. Во время Второй мировой войны служил в Миддлсекском полку.
Начал писать в 1945 году; свой первый рассказ продал журналу London Opinion. В 1958 году, написав к тому времени большое количество пьес и рассказов и работая телеоператором на BBC, опубликовал первую книгу про медвежонка Паддингтона — «Медвежонок по имени Паддингтон» (A Bear Called Paddington). К 1965 году писатель опубликовал уже серию рассказов о Паддингтоне и решил оставить работу на BBC и стать профессиональным писателем.
Жил в Лондоне, недалеко от станции Паддингтон; был женат, имел двоих детей.
Умер в своем доме 27 июня 2017 года в возрасте 91 года после непродолжительной болезни.

## Творчество

### Медвежонок Паддингтон
Автор рассказывает о появлении Медвежонка Паддингтона так:

В Рождественский сочельник 1956 года я увидел маленького медвежонка, завалявшегося на полке одного лондонского магазина (универмага «Селфриджес»). Мне стало жалко игрушку, я купил её, принёс домой и подарил её моей жене Бренде. Мы назвали медведя Паддингтоном, так как жили неподалёку от этого вокзала. Затем я написал несколько рассказов про Паддингтона, без всякой мысли о публикации. Однако через 10 дней рассказов набралось уже на целую книгу. Я не писал их специально для детей, а просто сочинял то, что мне понравилось бы читать самому, будь я ребёнком.

По ещё одной версии, дела обстояли иначе: примерно в 1956 году Майкл подарил сыну игрушечного медвежонка, которому дал имя Паддингтон. И вот однажды, пытаясь уложить сынишку спать, отец начал рассказывать ему истории о его мишке. Эти рассказы так понравились мальчику, что Майкл Бонд решил их записать, и в 1958 году была издана первая книга о Паддингтоне с чёрно-белыми иллюстрациями Пегги Фортнум (англ. Peggy Fortnum).
Сейчас серия насчитывает уже более 14 книг, причём 12-ю — «Паддингтон здесь и сейчас» — автор написал к 50-летнему юбилею своего героя:

«Хотя мир заметно изменился за последние тридцать лет, Паддингтон остается точно таким же, каким и был — всегда оптимистичным и открытым для любых жизненных поворотов».

Книги о Паддингтоне изданы общим тиражом в 35 миллионов экземпляров и переведены на 40 языков мира, в том числе на русский. Такая популярность несколько удивляет даже самого автора:

«Я думал, что Паддингтон — типично английский персонаж и представляет интерес преимущественно для англичан. Оказывается, ситуации, в которые попадает мой герой, случаются во всех концах Земли».

### Ольга да Польга
Также перу Майкла Бонда принадлежит серия рассказов о морской свинке по имени Ольга да Польга (Olga da Polga), которая любит рассказывать про себя невероятные истории в духе барона Мюнхгаузена. Обычно рассказ о ней строится таким образом: морская свинка попадает в какую-нибудь ситуацию, которая может случиться со всеми, но рассказывает своим друзьям-животным, что с ней приключилась необыкновенная история. Про неё Би-би-си снят мультсериал «The Herbs» («Травы»).

### Другие произведения
Майкл Бонд является автором более 150 книг, среди них автобиография, детективные рассказы про сыщика Monsieur Pamplemousse и многие другие.

## Награды и звания
В 1997 году писатель возведён в офицеры, а в 2015 — в командоры ордена Британской империи за вклад в детскую литературу.
6 июля 2007 года Майкл Бонд стал доктором литературы университета в Рединге.

## Библиография

Марка, посвященная медвежонку Паддингтону

### Медвежонок Паддингтон
- 1958 — A Bear Called Paddington (Медвежонок по имени Паддингтон)
- 1959 — More About Paddington (Ещё о Паддингтоне)
- 1960 — Paddington Helps Out (Паддингтон-помощник)
- 1961 — Paddington Abroad (Паддингтон за границей)
- 1962 — Paddington at Large (Паддингтон в целом)
- 1964 — Paddington Marches On (Паддингтон на марше)
- 1966 — Paddington at Work (Паддингтон за работой)
- 1968 — Paddington Goes to Town (Паддингтон отправляется в город)
- 1970 — Paddington Takes the Air (Паддингтон на свежем воздухе)
- 1972 — Paddington’s Garden (Сад Паддингтона)
- 1973 — Paddington’s Blue Peter Story Book a.k.a. Paddington Takes to TV (Истории знака ухода Паддингтона. Паддингтон идёт на телевидение)
- 1974 — Paddington on Top (Паддингтон на вершине)
- 1975 — Paddington at the Tower (Паддингтон на башне) (опубликована в 1978 году)
- 1979 — Paddington Takes the Test (Паддингтон сдаёт экзамен)
- 1980 — Paddington on Screen (Паддингтон на экране)
- 1984 — Paddington at the Zoo (Паддингтон в зоопарке)
- 1985 — Paddington the Artist (Паддингтон-художник)
- 1985 — Paddington at the Fair (Паддингтон на ярмарке)
- 1986 — Paddington at the Palace (Паддингтон во дворце)
- 1986 — Paddington and the Marmalade Maze (Паддингтон и мармеладный лабиринт)
- 1987 — Paddington and the Busy Day (Паддингтон и нескучный день)
- 1987 — Paddington Minds the House (Паддингтон один дома)
- 1987 — Paddington and the Tutti Frutti Rainbow (Паддингтон и фруктовая радуга)
- 2002 — Paddington in the Garden (Паддингтон в саду)
- 2003 — Paddington and the Grand Tour (Паддингтон и великое путешествие)
- 2008 — Paddington Rules the Waves (Паддингтон управляет волнами)
- 2008 — Paddington Here and Now (Паддингтон здесь и сейчас)
- 2012 — Paddington Goes for Gold (Паддингтон получает золото)
- 2012 — Paddington Races Ahead (Паддингтон мчится вперёд)
- 2014 — Love from Paddington (С любовью, Паддингтон)

### Ольга да Польга
- 1971 — The Tales Of Olga da Polga (Истории Ольги да Польги)
- 1975 — Olga Meets Her Match (Ольга встречает свой матч)
- 1975 — Olga Counts Her Blessings (Ольга считает свои благословения)
- 1975 — Olga Makes a Friend (Ольга нашла друга)
- 1975 — Olga Makes a Wish (Ольга исполняет желание)
- 1975 — Olga Makes Her Mark (Ольга производит большое впечатление)
- 1975 — Olga Takes a Bite (Ольгу укусили)
- 1975 — Olga’s New Home (Новый дом Ольги)
- 1975 — Olga’s Second House (Второй дом Ольги)
- 1975 — Olga’s Special Day (Особенный день Ольги)
- 1976 — Olga Carries On (Ольга продолжает)
- 1982 — The Complete Adventures of Olga da Polga (omnibus volume) (Полное собрание приключений Ольги да Польги (карманный формат))
- 1983 — Olga Takes Charge (Ольга принимает Управление)
- 1983 — First Big Olga da Polga Book (Первая большая книга об Ольге да Польге)
- 1983 — Second Big Olga da Polga Book (Вторая большая книга об Ольге да Польге)
- 2001 — Olga Moves House (Ольга отправляется домой)
- 2002 — Olga Follows Her Nose (Ольга следует за своим носом)

### Серия о Monsieur Pamplemousse
- 1983 — Monsieur Pamplemousse
- 1985 — Monsieur Pamplemousse and the Secret Mission
- 1986 — Monsieur Pamplemousse on the Spot
- 1987 — Monsieur Pamplemousse Takes the Cure
- 1989 — Monsieur Pamplemousse Aloft
- 1990 — Monsieur Pamplemousse Investigates
- 1991 — Monsieur Pamplemousse Rests His Case
- 1992 — Monsieur Pamplemousse Stands Firm
- 1992 — Monsieur Pamplemousse on Location
- 1993 — Monsieur Pamplemousse Takes the Train
- 1998 — Monsieur Pamplemousse Omnibus Volume One
- 1998 — Monsieur Pamplemousse Omnibus Volume Two
- 1999 — Monsieur Pamplemousse Afloat
- 1999 — Monsieur Pamplemousse Omnibus Volume Three
- 2000 — Monsieur Pamplemousse on Probation
- 2002 — Monsieur Pamplemousse on Vacation
- 2003 — Monsieur Pamplemousse Hits the Headlines
- 2006 — Monsieur Pamplemousse and the Militant Midwives
- 2007 — Monsieur Pamplemousse and the French Solution
- 2010 — Monsieur Pamplemousse and the Carbon Footprint

### Другие произведения
- 1966 — Here Comes Thursday
- 1968 — Thursday Rides Again
- 1969 — Thursday Ahoy!
- 1971 — Thursday in Paris
- 1971 — Michael Bond’s Book of Bears (Editor)
- 1972 — The Day the Animals Went on Strike
- 1975 — Windmill
- 1975 — How to Make Flying Things (nonfiction)
- 1975 — Mr. Cram’s Magic Bubbles
- 1980 — Picnic on the River
- 1980 — J. D. Polson and the Liberty Head Dime
- 1981 — J. D. Polson and the Dillogate Affair
- 1983 — The Caravan Puppets
- 1986 — (With Paul Parnes) Oliver the Greedy Elephant
- 1987 — (And photographer) The Pleasures of Paris (guidebook)
- 1988 — A Mouse Called Thursday (omnibus)
- 1992 — A Day by the Sea
- 1992 — Something Nasty in the Kitchen
- 1996 — Bears and Forebears: A Life So Far (autobiography)

## Фильмография

### Сценарист
- Jackanory (1965—1996)
- The Herbs (1968—1972)
- «The Adventures of Parsle» (1970)
- «Приключения медвежонка Паддингтона» (1976—1987)
- «Новые приключения медвежонка Паддингтона» (1997—2013)
- «Приключения Паддингтона» (2014)

### Актёр
- «Завтракать» (2000) — камео
- «Приключения Паддингтона» (2014) — камео